# Tir amb arc als Jocs Olímpics d'estiu de 1900
Als Jocs Olímpics d'Estiu de 1900 es disputaren sis proves de tir amb arc.
Hi van participar 153 arquers, dels quals només es coneix la identitat de 17 participants. De molts d'ells només se'n coneix el cognom. Fou el primer cop que el tir amb arc fou inclòs a uns Jocs. Totes les proves van ser masculines i els arquers van venir de França, Bèlgica i els Països Baixos.
A més de les sis proves oficials es disputaren moltes més proves dins del marc de l'Exposició que van comptar amb la participació d'uns 5000 arquers. No són considerades oficials perquè tenien un estatus més aviat de Campionat Francès o de qualificació per les altres sis proves.

## Participants
Un total de 153 arquers, de tres nacions, van prendre part en els Jocs:
- Bèlgica (18)
- França (129)
- Països Baixos (6)

## Resum de medalles

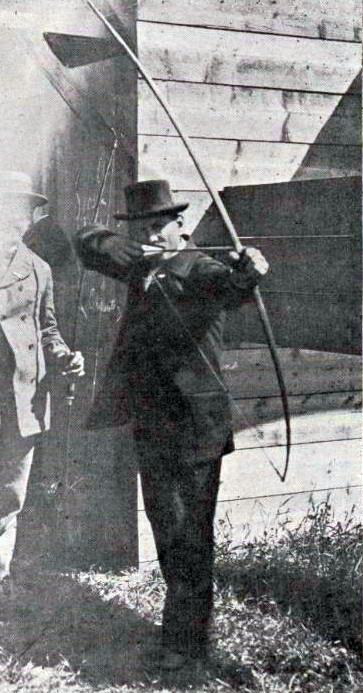
Competidor de tir amb arc

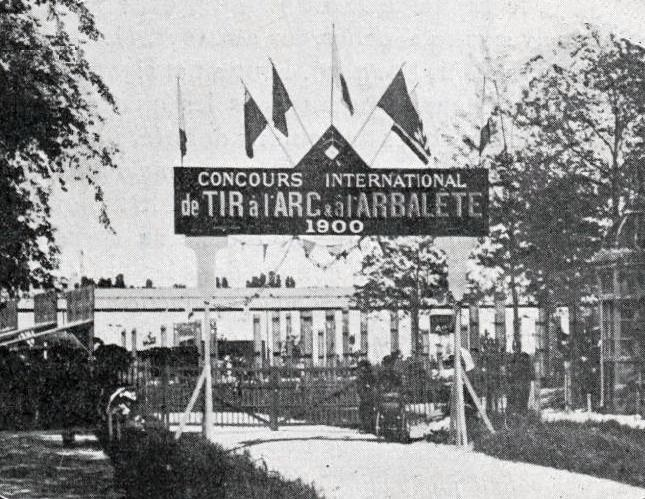
Entrada a la competició de tir.

| Prova                               | Or               | Argent                         | Bronze                 |
| Au Cordon Doré 50 metres detalls    | Henri Hérouin    | Hubert van Innis               | Émile Fisseux          |
| Au Cordon Doré 33 metres detalls    | Hubert van Innis | Victor Thibaud                 | Charles Frédéric Petit |
| Au Chapelet 50 metres detalls       | Eugène Mougin    | Henri Helle                    | Emile Mercier          |
| Au Chapelet 33 metres detalls       | Hubert van Innis | Victor Thibaud                 | Charles Frédéric Petit |
| Sur la Perche à la Herse detalls    | Emmanuel Foulon  | Auguste Serrurier Emile Druart | No atorgat             |
| Sur la Perche à la Pyramide detalls | Émile Grumiaux   | Auguste Serrurier              | Louis Glineux          |

## Medaller
| Posició | País    | Or | Argent | Bronze | Total |
| 1       | França  | 3  | 5      | 4      | 12    |
| 2       | Bèlgica | 3  | 2      | 1      | 6     |
| TOTAL   | TOTAL   | 6  | 7      | 5      | 18    |

Els Països Baixos participà en les proves de tir amb arc però no aconseguiren cap medalla.